# Операция «Аттила» (1940)
Опера́ция «Атти́ла» (нем. Unternehmen Attila) — нереализованная войсковая операция 1940 года, предусматривавшая оккупацию войсками Нацистской Германии Свободной зоны Франции.
После поражения Франции в начале Второй Мировой войны и заключения Второго компьенского перемирия, страна оказалась разделена на две части — оккупированную нацистами северную часть (включая Париж) и неоккупированную южную часть. Одновременно с этим к лету 1940 года руководитель Испании генералиссимус Франко дал явно понять Гитлеру о своём желании сохранить нейтралитет в начавшейся Второй Мировой войне. Таким образом, Германия оказывалась без военных баз в Восточном Средиземноморье, что делало Британский флот полновластным хозяином на этом стратегическом участке — ему мог противостоять только относительно слабый итальянский флот. Для решения этих проблем во второй половине 1940 года был разработан план, получивший кодовое название «Аттила» и включавший в себя быструю оккупацию южной Франции и Корсики. 10 декабря 1940 года план «Аттила» был утверждён Гитлером. Он включал в себя захват территорий, захват или уничтожение французских военно-морских и военно-воздушных сил. Продолжением должна была стать высадка немецкого десанта во французских колониях Северной Африки. Однако, 13 декабря 1940 года Гитлер сменил приоритеты — им была подписана «директива № 20», в которой приказывалось начать исполнение плана Операции «Марита» — оказанию помощи союзной Италии в военных действиях в Греции.
Оккупация южной Франции и ликвидация Свободной зоны произошла в 1942 году — проведённая операция, получившая кодовое наименование «Антон» включила в себя многие разработки отменённой операции «Аттила».